# Víctor Cubero
Víctor Cubero Romeo (Zaragoza, 13 de febrero de 1948-Pamplona, 20 de febrero de 2018) fue Presidente de la Sala de lo Social del Tribunal Superior de Justicia de Navarra (TSJN).

## Vida

### Actividad jurídica
Tras licenciarse en Derecho, en 1976 ingresó por oposición en la Carrera Judicial como juez de Distrito. Desde esa fecha y hasta 1979 estuvo destinado en el Juzgado de Montalbán (Teruel). Simultáneamente, en 1976 accedió por oposición a la Carrera Fiscal, como fiscal de Distrito, de cuyo cargó tomó posesión en su día y posteriormente pasó a la situación de excedencia.
Durante el año 1980 ejerció en el Juzgado de Tremp (Lérida), posteriormente y hasta 1983, desempeñó su cargo en el Juzgado de Tafalla (Navarra). Ese año pasó a desempeñar sus funciones en la Magistratura de Trabajo número 3 de Navarra, donde llegó a ser decano. En 1989, fue designado por oposición juez de Primera Instancia e Instrucción. 
El 11 de abril de 1989, el Consejo General del Poder Judicial le nombró presidente de la Sala de lo Social del Tribunal Superior de Justicia de Navarra. En este cargo fue renovado sucesivamente hasta el 20 de noviembre de 2014. Por ello fue miembro nato de la Sala de Gobierno del TSJN desde su creación en 1989.

### Actividad docente
Compatibilizó su actividad jurídica con la docencia, no solo como preparador de opositores a la Carrera Judicial y Fiscal, sino también como profesor en diversas escuelas y universidades. Entre otras, la Escuela de Práctica Jurídica de la Universidad Pública de Navarra (UPNA), en colaboración con el Colegio de Abogados de Pamplona; la Escuela de Práctica Socio-Laboral en la UPNA y en el Curso Práctico de Derecho Laboral y Seguridad Social en el Club de Marketing de Navarra.
También fue profesor asociado de Derecho Civil en la Universidad de Navarra entre los cursos académicos 1984-1992, así como en la Escuela de Práctica Jurídica y en el máster universitario de Derecho de Empresa (MUDE) en la asignatura de Relaciones Laborales desde el curso 1989-90.
Falleció el 20 de febrero de 2018 a los 70 años y fue incinerado al día siguiente en el cementerio de Pamplona. El 8 de junio de 2018, Carmen Arnedo fue nombrada presidenta de la Sala de lo Social del Tribunal Superior de Justicia de Navarra, en sustitución de Victor Cubero.

## Premios y condecoraciones
- Cruz Distinguida de 1ª Clase de la Orden de San Raimundo de Peñafort (24 de junio de 2006) en atención a sus méritos profesionales.[6]